# Jembrophora sawadai
Jembrophora sawadai är en insektsart som beskrevs av Matsumura 1942. Jembrophora sawadai ingår i släktet Jembrophora och familjen spottstritar. Inga underarter finns listade i Catalogue of Life.